# 708722 Timisoara
708722 Timisoara este o planetă minoră (asteroid) din centura de asteroizi. A fost descoperită pe 8 septembrie 2013 la  de . 
Obiectul prezintă o orbită caracterizată de o semiaxă mare de 2,4418087679086 UAi, o excentricitate de 0,17273800653422, o înclinație de 17,019613538265 ° în raport cu ecliptica.